# Jan Zemantsek
Jan Zemantsek (ur. 1752 w Starinie, zm. 19 czerwca 1825 w Wiedniu) – profesor filozofii i matematyki na Uniwersytecie Lwowskim, rektor Uniwersytetu w latach 1803–1804.
Prowadził również wykłady z fizyki (profesorem został w 1794), w tym także po rusku dla studentów Greckokatolickiego Seminarium Generalnego.
W 1805 przeniósł się do Krakowa. W latach 1805–1809 pracował jako profesor fizyki, a w roku akademickim 1806–1807 pełnił funkcję dziekana Wydziału Filozofii Uniwersytetu Jagiellońskiego. W latach 1811–1812 był profesorem fizyki w liceum w Linzu, a od 1813 do 1822 r. Był profesorem fizyki i mechaniki na uniwersytecie w Wiedniu.